# Helge Bertram (dokumentarfilm)
Helge Bertram er en dansk portrætfilm fra anslået 1965, der er instrueret af Kristian Begtorp.

## Handling
Maler Helge Bertram (1919-1988) arbejder med oliemaleriet i sit malerskur samt på et af de opfyldte arealer i Københavns nordlige havneområde gennem en sommers skiftende vejrlig.